# Lamponella homevale
Lamponella homevale is een spinnensoort uit de familie Lamponidae. De soort komt voor in Queensland.